# Веледниковский камень
Веледниковский камень (Синий камень) — мегалит, чашечник и/или следовик, имеющий углубления-чаши, по форме напоминающий глаз со зрачком. Находится в сосновом лесном массиве между деревнями Веледниково и Новинки рядом с заброшенной и топкой лесной дорогой, в Красногорском районе на границе с Истринским районом Московской области. В 2,5 км на юго-запад расположено городище Дятлова Поляна.

## Описание
Размер надземной части приблизительно 3 × 1,5 метра, подземная часть втрое больше. Своей широкой стороной камень ориентирован практически по линии восток-запад.
Происхождение камня, вероятнее всего, ледниковое. Он образован осадочными породами с большим содержанием кварца.
В 2013 году лесной массив, в котором находится Веледниковский камень, был огорожен, установлены таблички «Частная территория» и система видеонаблюдения. Информация о владельце и застройщике отсутствует.

## Историческая справка
На землях финно-угорских племён на сакральных камнях часто встречаются «чашки» или «следы» — углубления, в которых после дождя или таяния снега собирается вода, которая в народной традиции считается целебной. Синие камни считаются топонимическим маркером былого присутствия племени меря.